# Tom Aggar
Tom Aggar, né le 24 mai 1984 à Londres (Royaume-Uni), est un rameur d'aviron handisport britannique, détenteur de quatre titres de champion du monde, champion paralympiques à Pékin en 2008 et médaillé de bronze aux Jeux de Rio de Janeiro en 2016.

## Biographie
Tom Aggar jouait dans les équipes de jeunes des Saracens. En 2005, alors qu'il est étudiant à l'Université de Warwick, il fait une chute. Sa moelle épinière est touché lors de cet accident et il reste paralysé. Lors de rééducation, il commence la pratique de l'aviron. En 2006, il participe au championnat d’Angleterre d'aviron indoor. En 2007, il remporte l'or en skiff pour ses premiers championnats du monde. Lors de la finale, il domine le tenant du titre, l'Australien Dominic Monypenny (en), et signe un nouveau record du monde.

## Résultats

### Jeux paralympiques
| Épreuve / Édition | Épreuve / Édition | Pékin 2008 | Londres 2012 | Rio 2016 |
| ----------------- | ----------------- | ---------- | ------------ | -------- |
| Skiff             | Skiff             | 1re        | 4e           | 3e       |

### Championnats du monde
| Épreuve / Édition | Épreuve / Édition | Munich 2007 | Poznań 2009 | Karapiro 2010 | Bled 2011 | Chungju 2013 | Amsterdam 2014 | Aiguebelette 2015 |
| ----------------- | ----------------- | ----------- | ----------- | ------------- | --------- | ------------ | -------------- | ----------------- |
| Skiff             | Skiff             | 1re         | 1re         | 1re           | 1re       | 4e           | 2e             | 2e                |